# Eleonora Gryniewicz
Małgorzata Eleonora Gryniewicz, född 12 december 1985 i Łódź i Polen, är en polskfödd filmregissör och manusförfattare. Gryniewicz studerade vid filmskolan WSSiP (Wyższa Szkoła Sztuki i Projektowania) i Łódź. Hon är dotter till den polske skulptören Wojciech Gryniewicz.

## Priser och utmärkelser

### FilmAnna K:s skatter(Skarby Ani K)
- 2010 Första pris på Tjeckien, Festival "Rychnovská osmička"[3][4]
- 2009 Första pris på Łódźfestivalen IV Festival Kina Niezależnego "OFF jak gorąco" [5][6]
- 2009 Juryns specialpris X Festival KAN Wrocław[7]
- 2009 Pris på Zielona Góra-festivalen V Internationella Festival Filmowy "Kino Niezależne Filmowa Góra" [8][9][10]
- 2009 Pris på Koszalin-festivalen "European Film Festival Integration You and Me"[11].[12]
- 2009 Pris på Media TV Plus [13].
- 2009 Juryns specialpris Festival SOFFA 2009 Olsztyn
- 2009 Första pris på Lublin-festivalen "Zlote Mrowkojady 2009"[14]
- 2009 Pris på Solanin Film Festival [15]
- 2008 Andra pris på Gliwice-festivalen "GOFFR 2008" .[16]
- 2008 Pris på Łódźfestivalen för filmen XVIII Festival Mediów w Łodzi "Człowiek w Zagrożeniu"[17]

### FilmÄlgar i tomteland
- 2007 Publikens pris på Kino Polska Onet.pl filmfestivalen för filmen "Älgar i tomteland" (Łosie w krainie krasnali).[18]

### FilmOne way trip
- 2006 Första pris på Prag-festivalen "Våldet omkring oss 2006" för filmen "ONE WAY TRIP".[19][20]

### Skådespelare
- 2011: TVN, tv-serie "Usta Usta"[21]
- 2011: TVN, tv-serie "Sąd rodzinny"[22]

## Konstnär
- 2003: konstutställning på "AHTELLO Soul Art Gallery" Stockholm[23]

## Fotomodell
Eleonora Gryniewicz vann III Miss Łódź.